# Триплатинагептаторий
Триплатинагептаторий — бинарное неорганическое соединение, интерметаллид
платины и тория
с формулой Th7Pt3,
кристаллы.

## Получение
- Сплавление стехиометрических количеств чистых веществ:

{\displaystyle {\mathsf {3Pt+7Th\ {\xrightarrow {1362^{o}C}}\ Th_{7}Pt_{3}}}}

## Физические свойства
Триплатинагептаторий образует кристаллы
гексагональной сингонии,
пространственная группа P 63mc,
параметры ячейки a = 1,0126 нм, c = 0,6346 нм, Z = 2,
структура типа триосмийгептатория Th7Os3

Соединение образуется по перитектической реакции при температуре 1362 °C.